# هلدر باپتیستا
هلدر باپتیستا (انگلیسی: Hélder Baptista؛ زادهٔ ۱۸ فوریهٔ ۱۹۷۲) بازیکن فوتبال اهل پرتغال است که در پست هافبک دفاعی بازی می‌کرد.
وی همچنین در تیم ملی فوتبال زیر ۲۱ سال پرتغال بازی کرده‌است.